# Platanthera elongata
Platanthera elongata är en orkidéart som först beskrevs av Per Axel Rydberg, och fick sitt nu gällande namn av Richard M. Bateman. Platanthera elongata ingår i släktet nattvioler, och familjen orkidéer. Inga underarter finns listade i Catalogue of Life.

## Bildgalleri

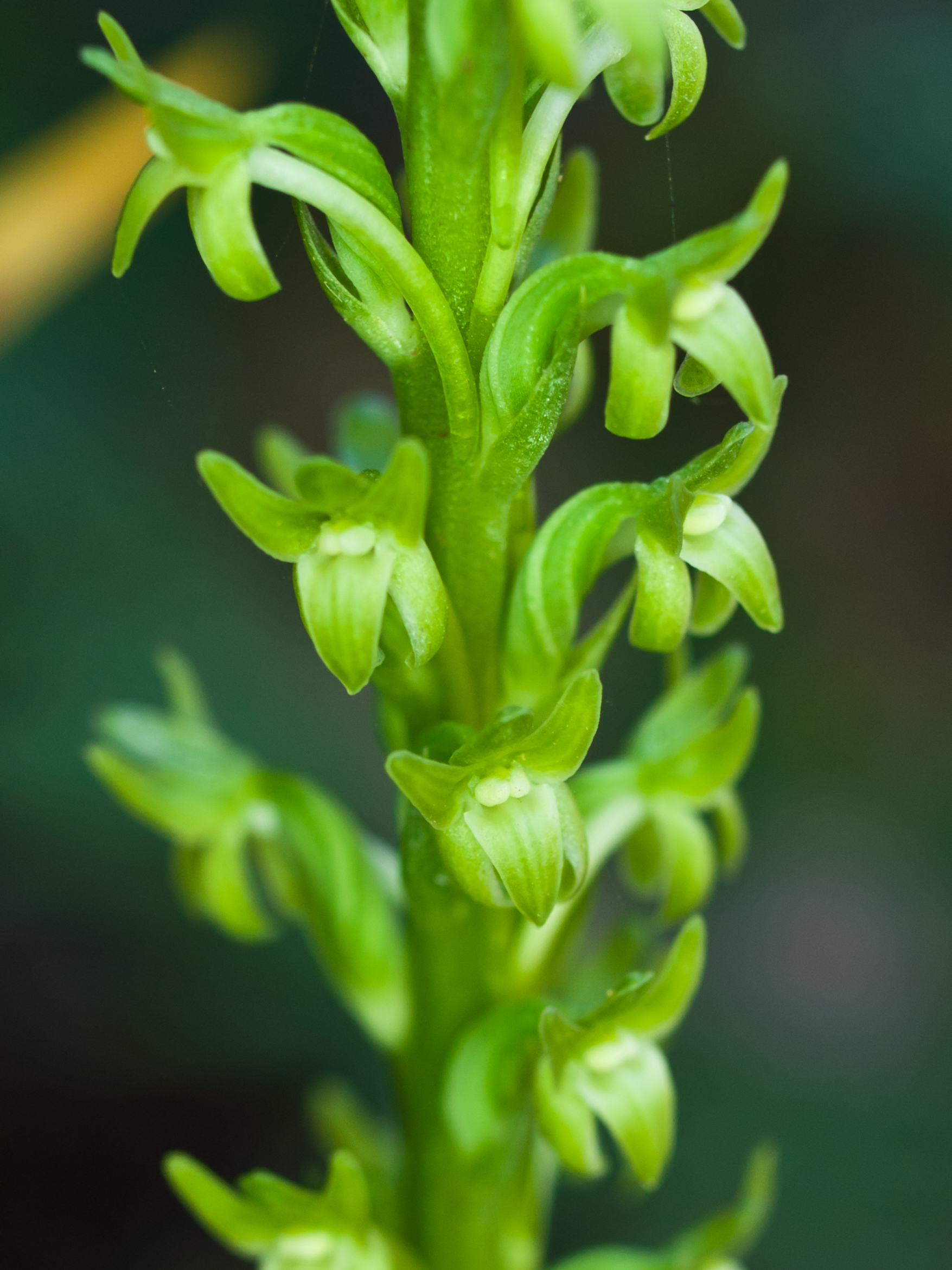
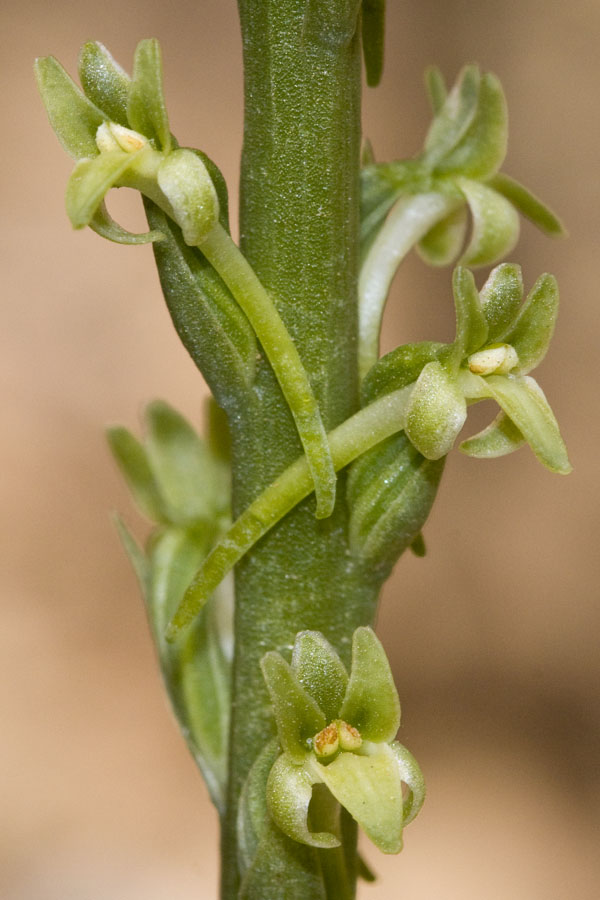